# نیو برانفلز (تگزاس)
نیو برانفلز، تگزاس(به انگلیسی: New Braunfels, Texas) شهری در ایالت تگزاس از ایالات جنوبی ایالات متحده آمریکا است. در سرشماری سال ۲۰۰۰، جمعیت این شهر ۵۱۸۰۴ نفر اعلام شد.
عمارت دادگستری شهرستان کومال در اینجا قرار دارد.

## نگارخانه

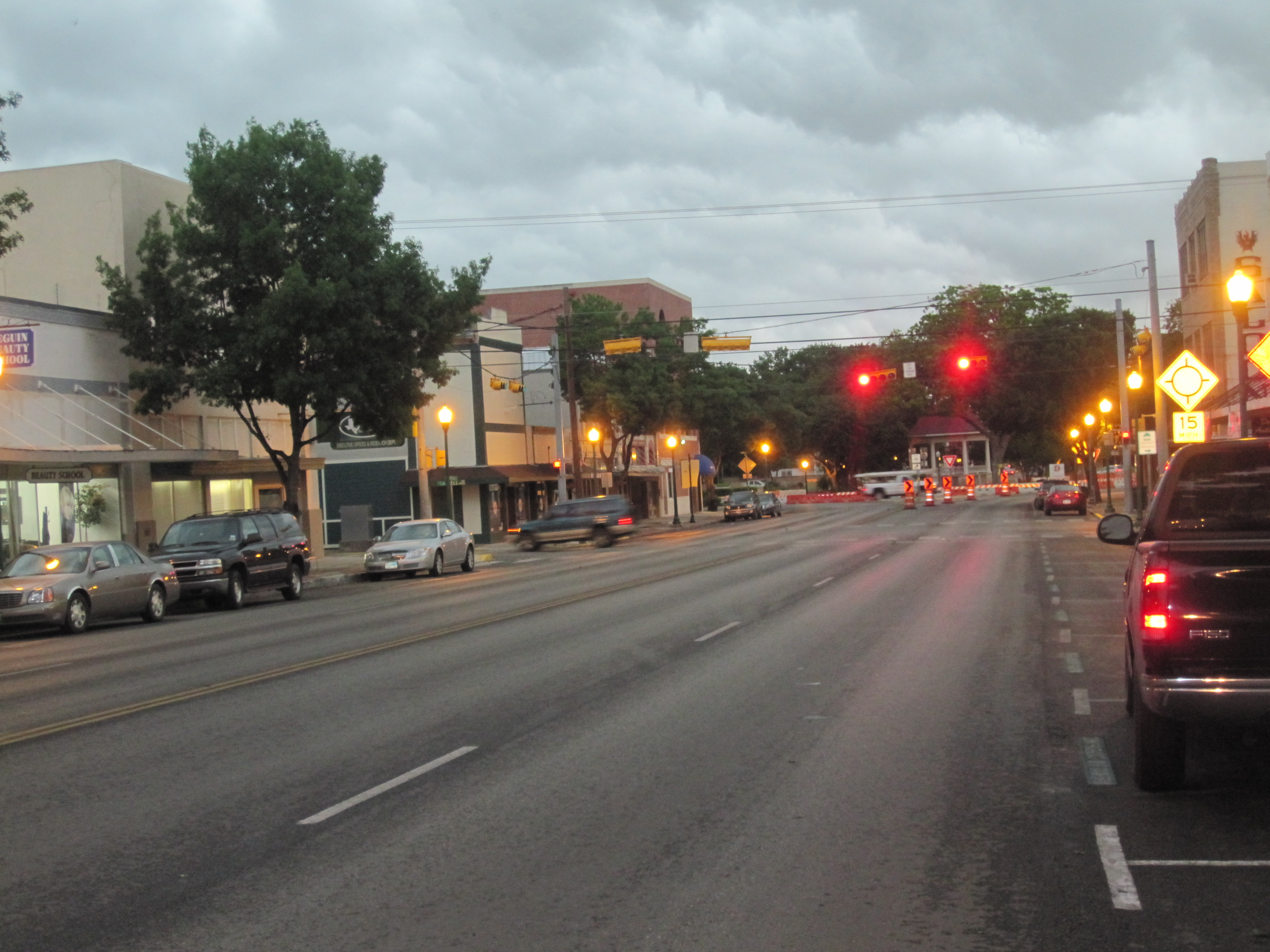
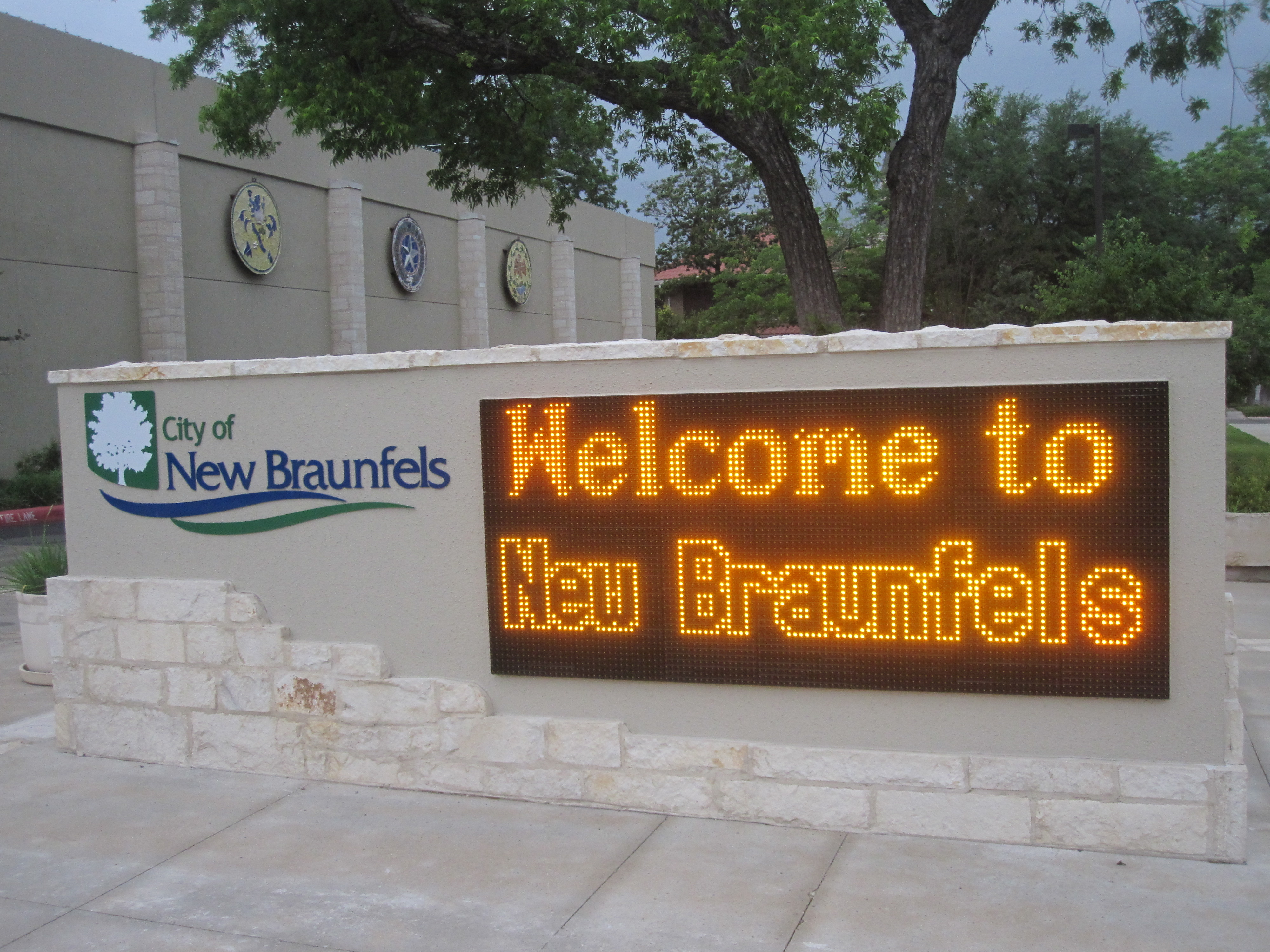
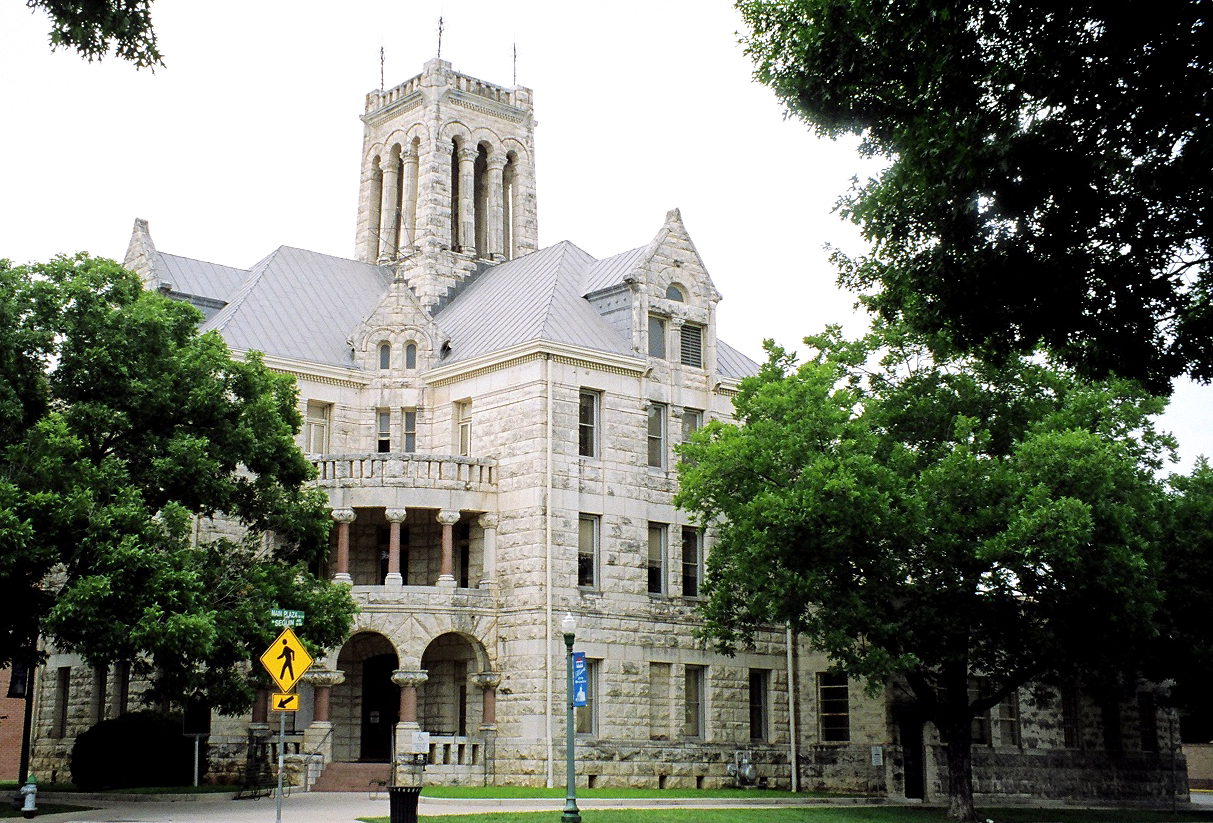
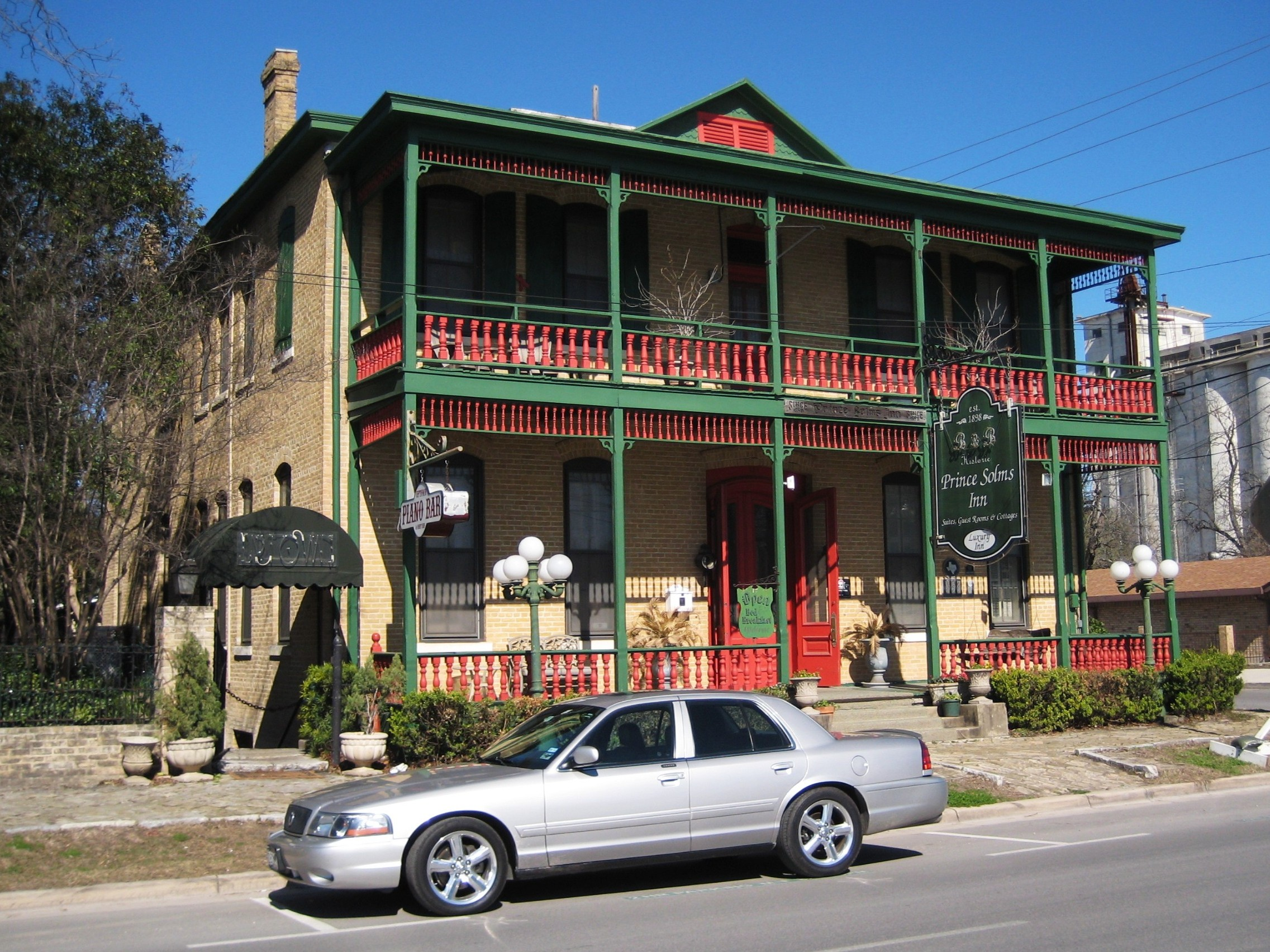
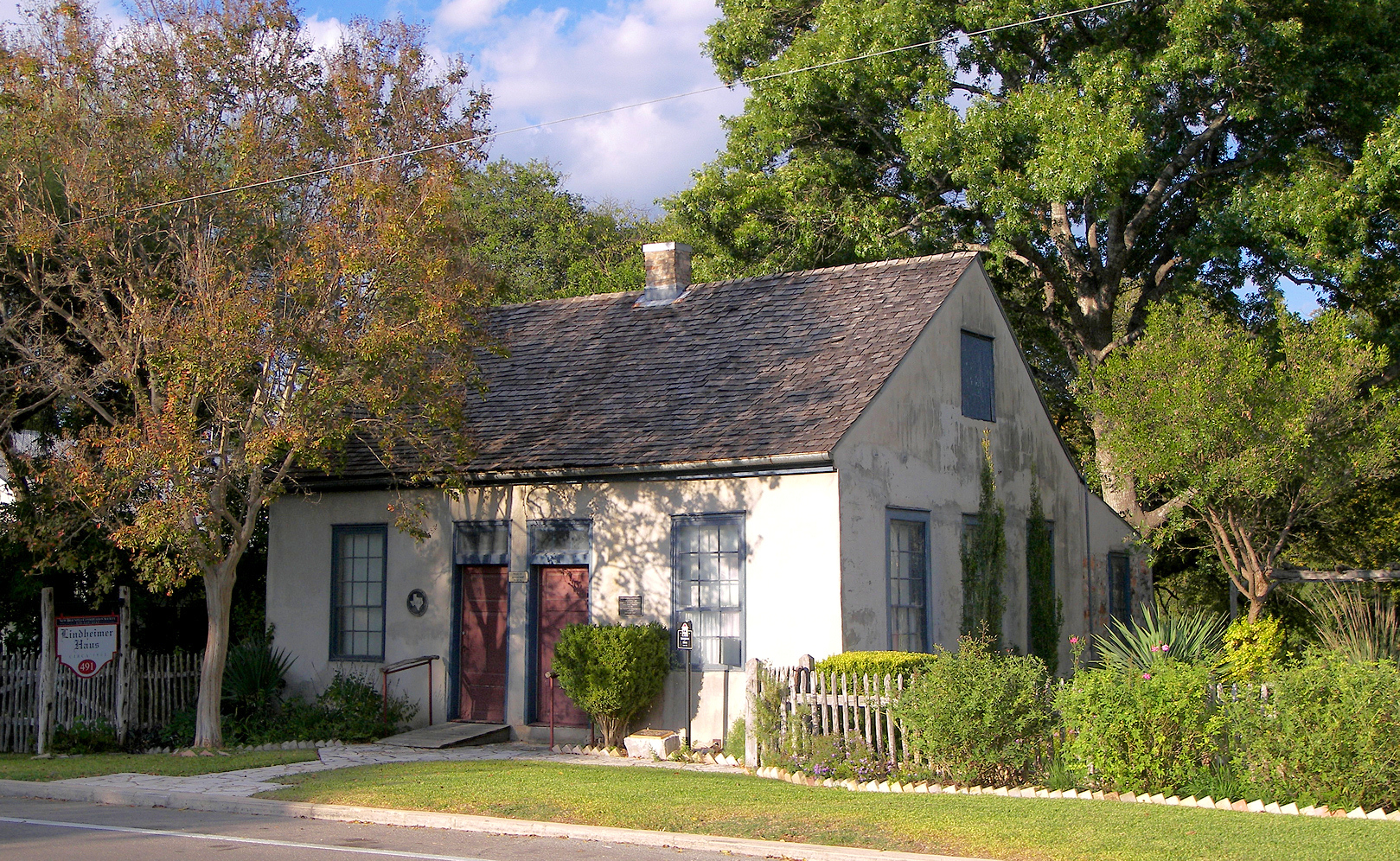
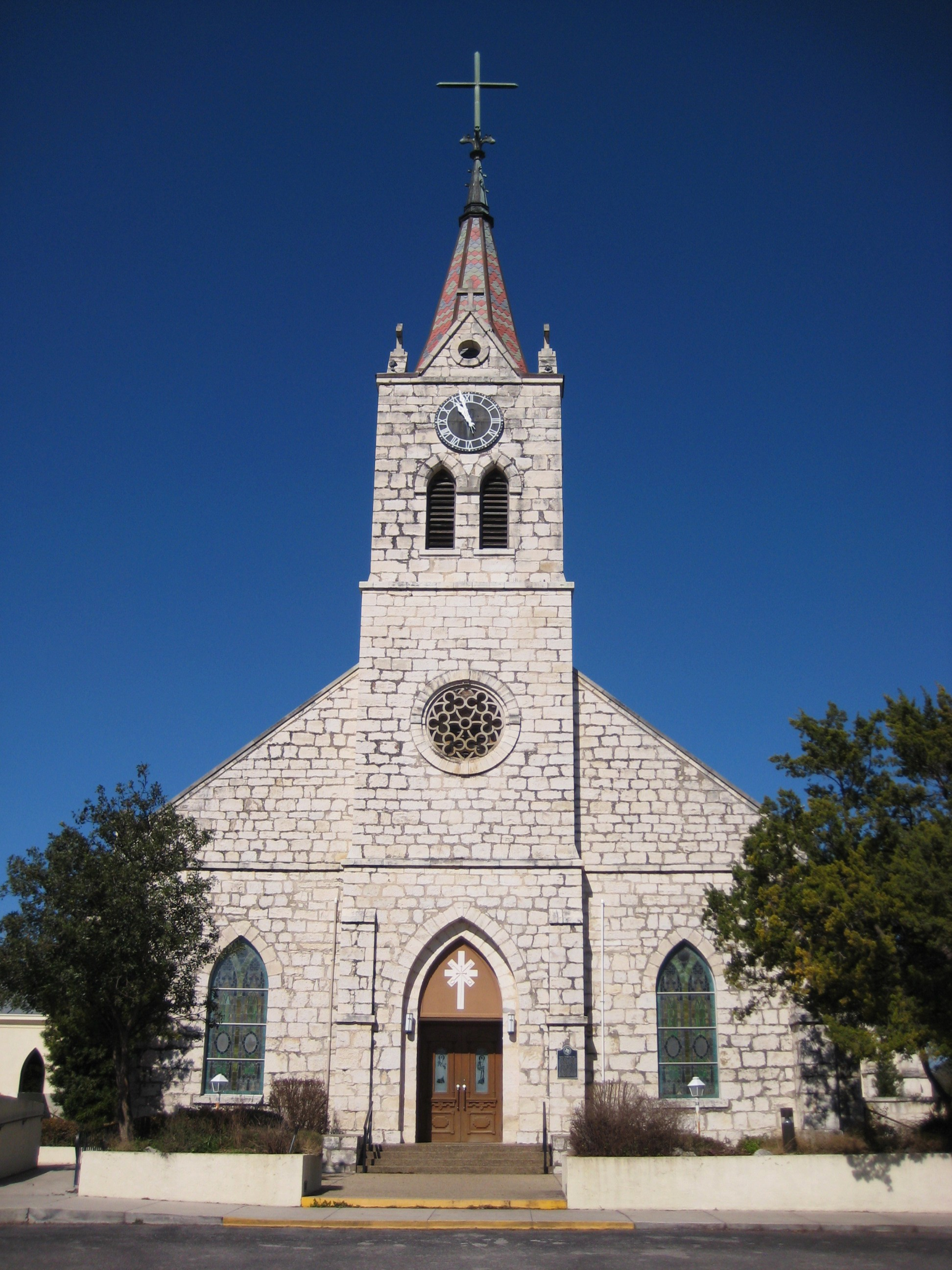
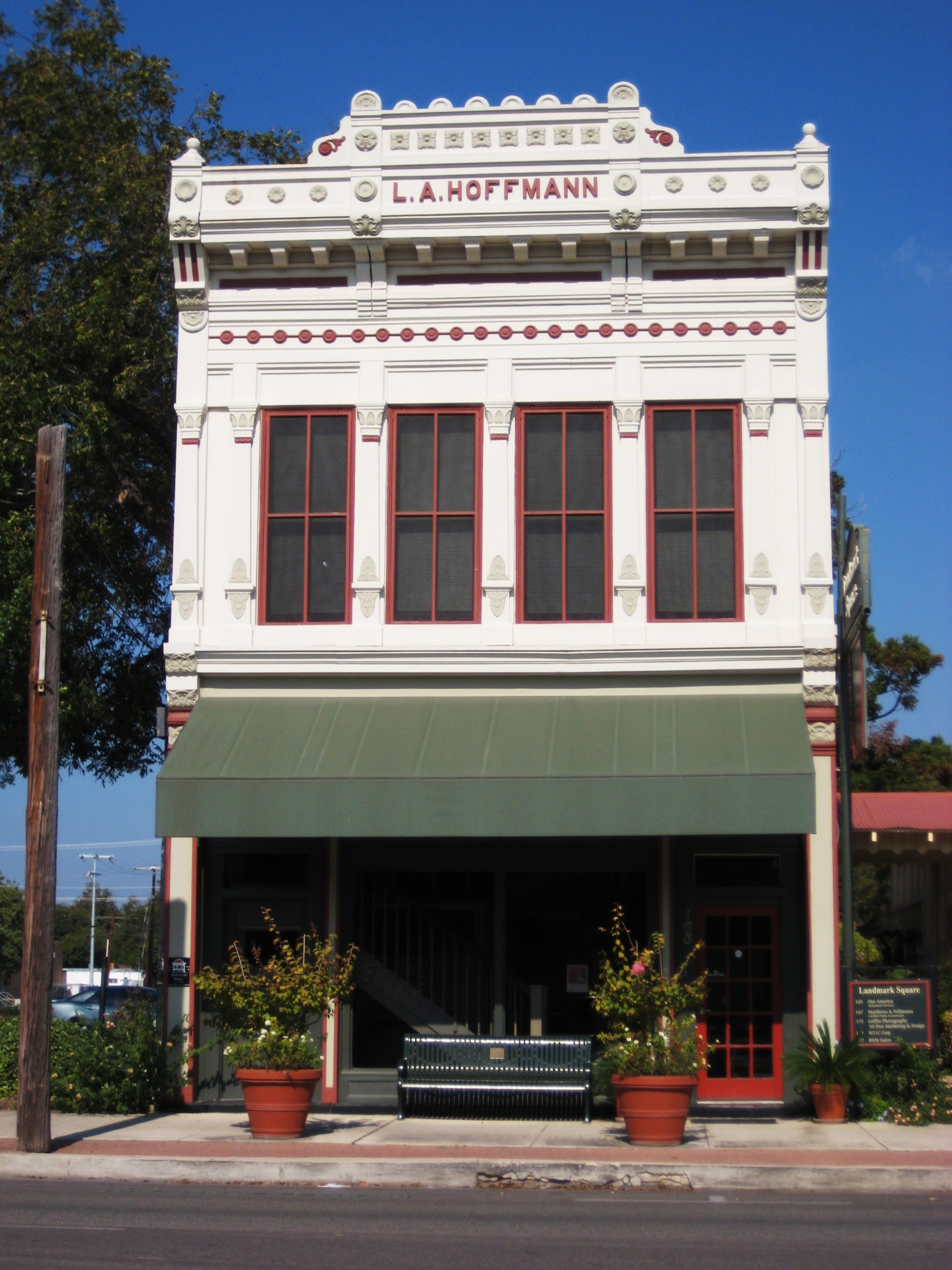
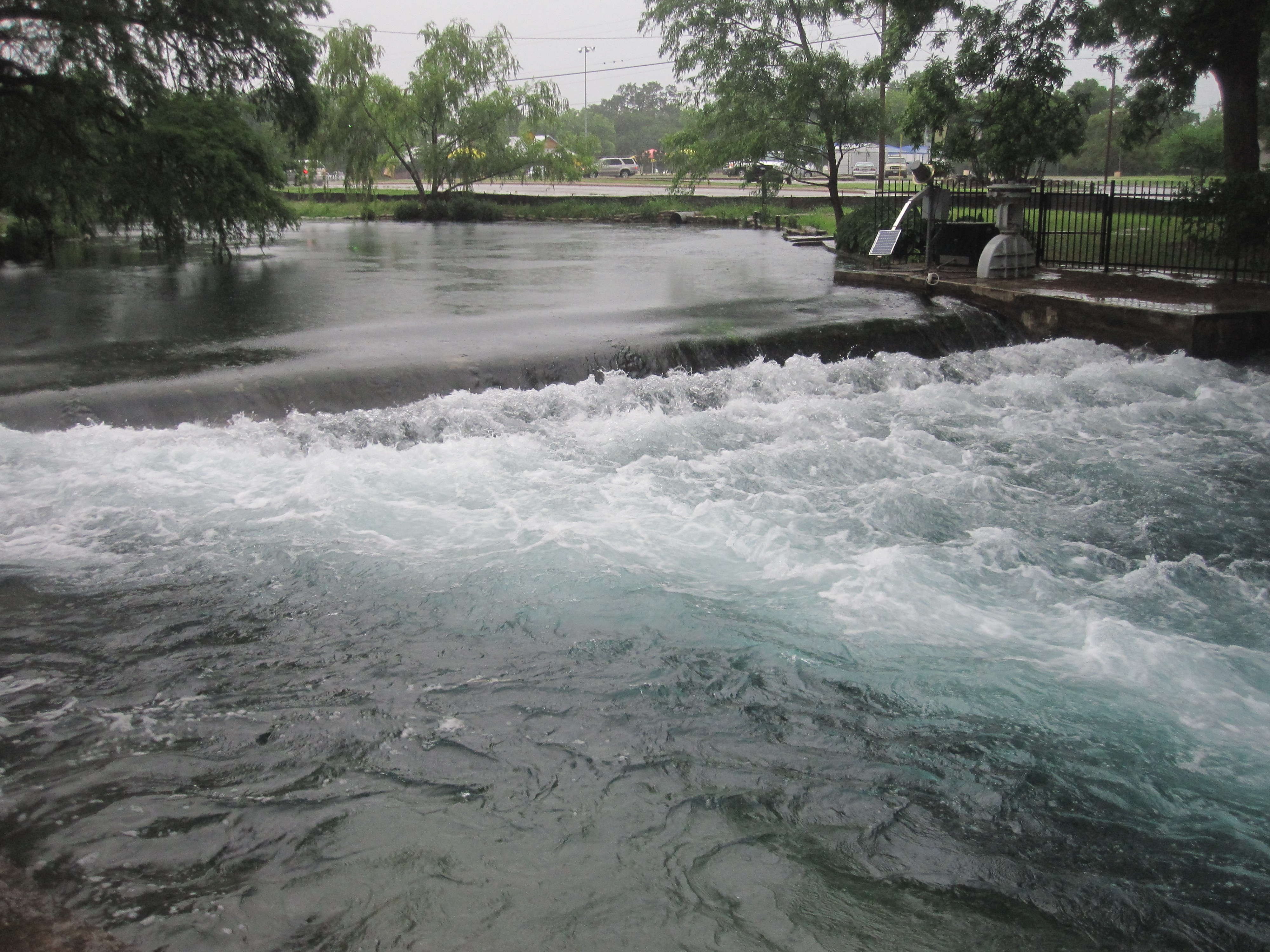
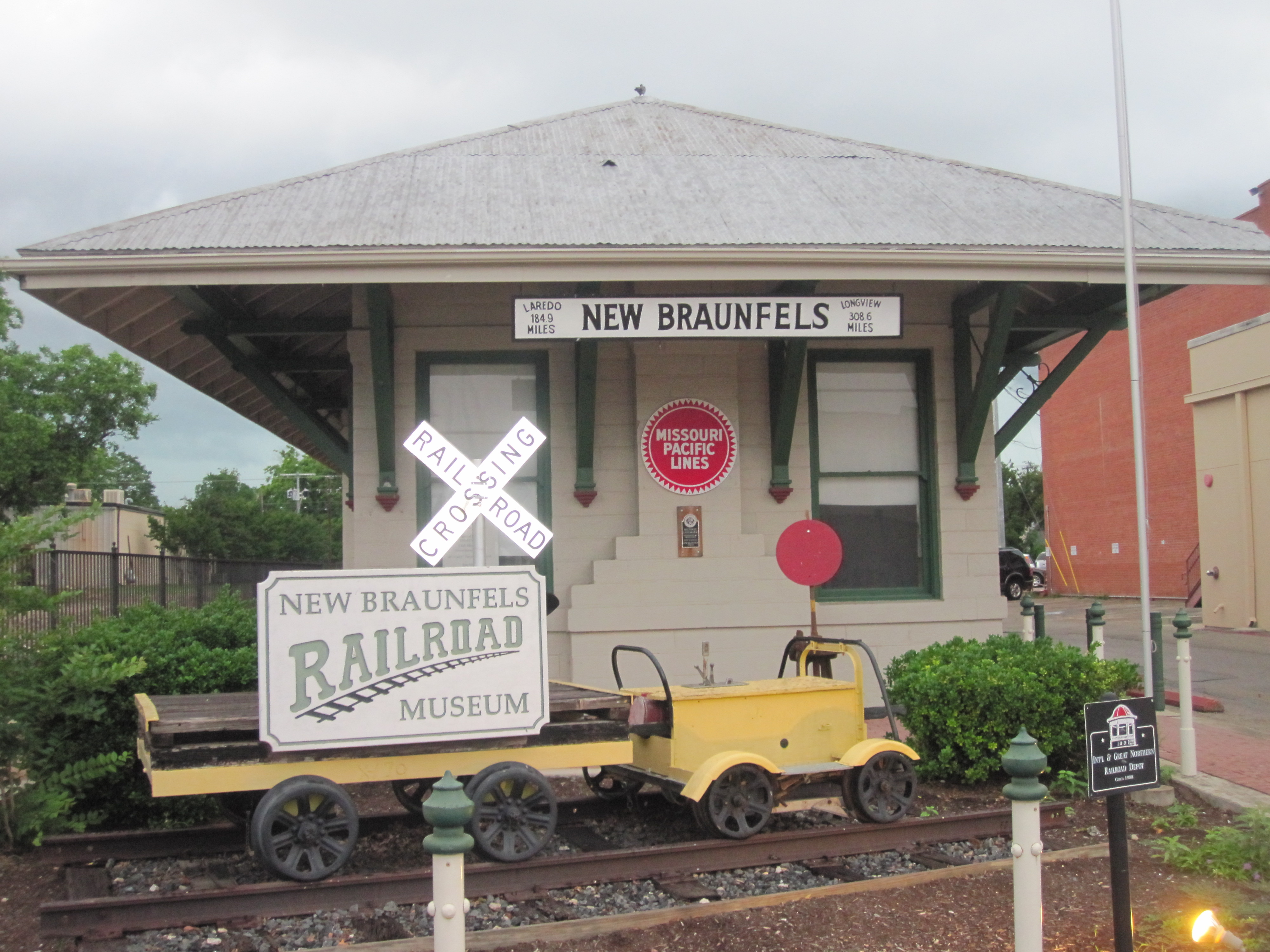
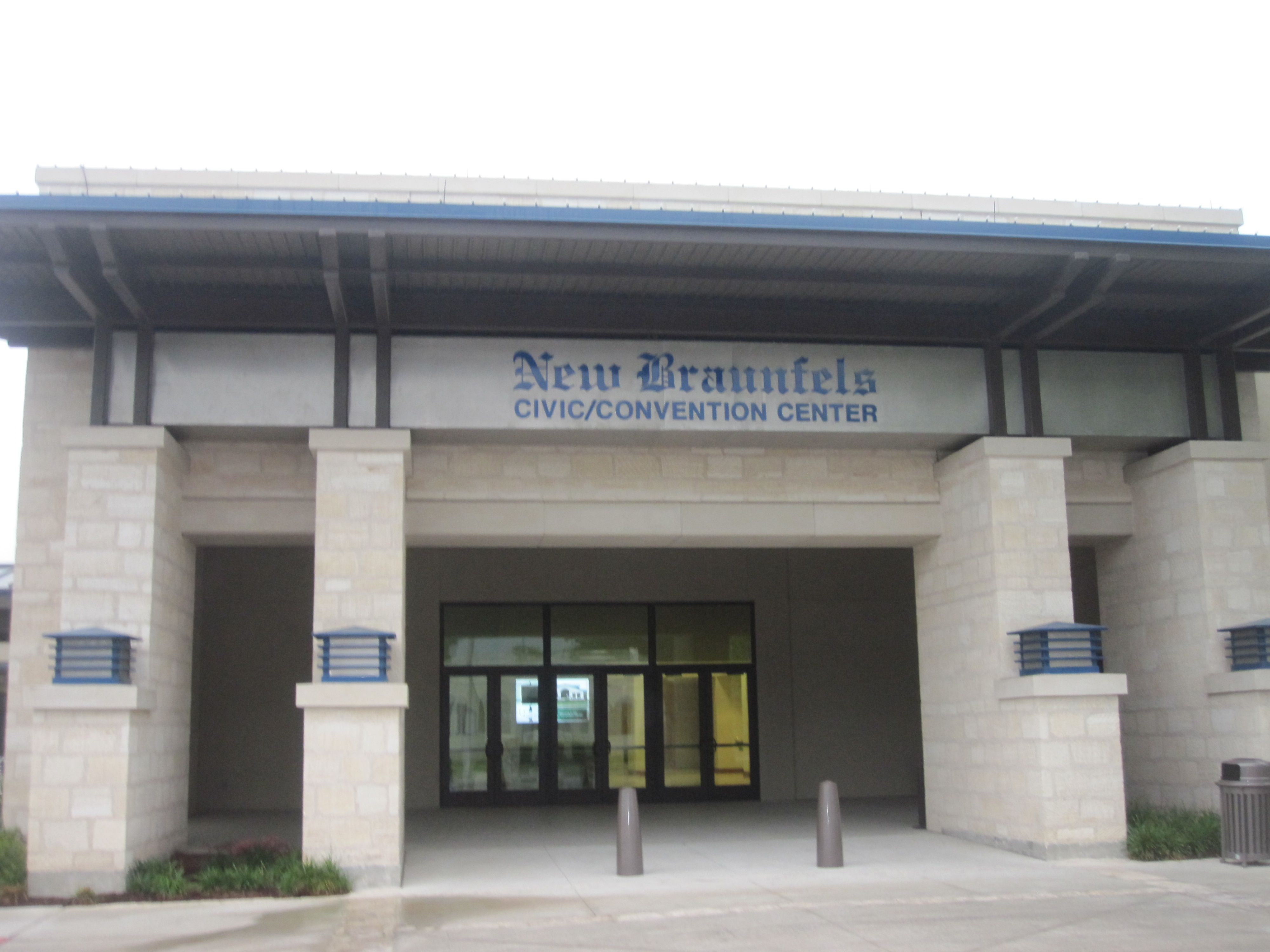
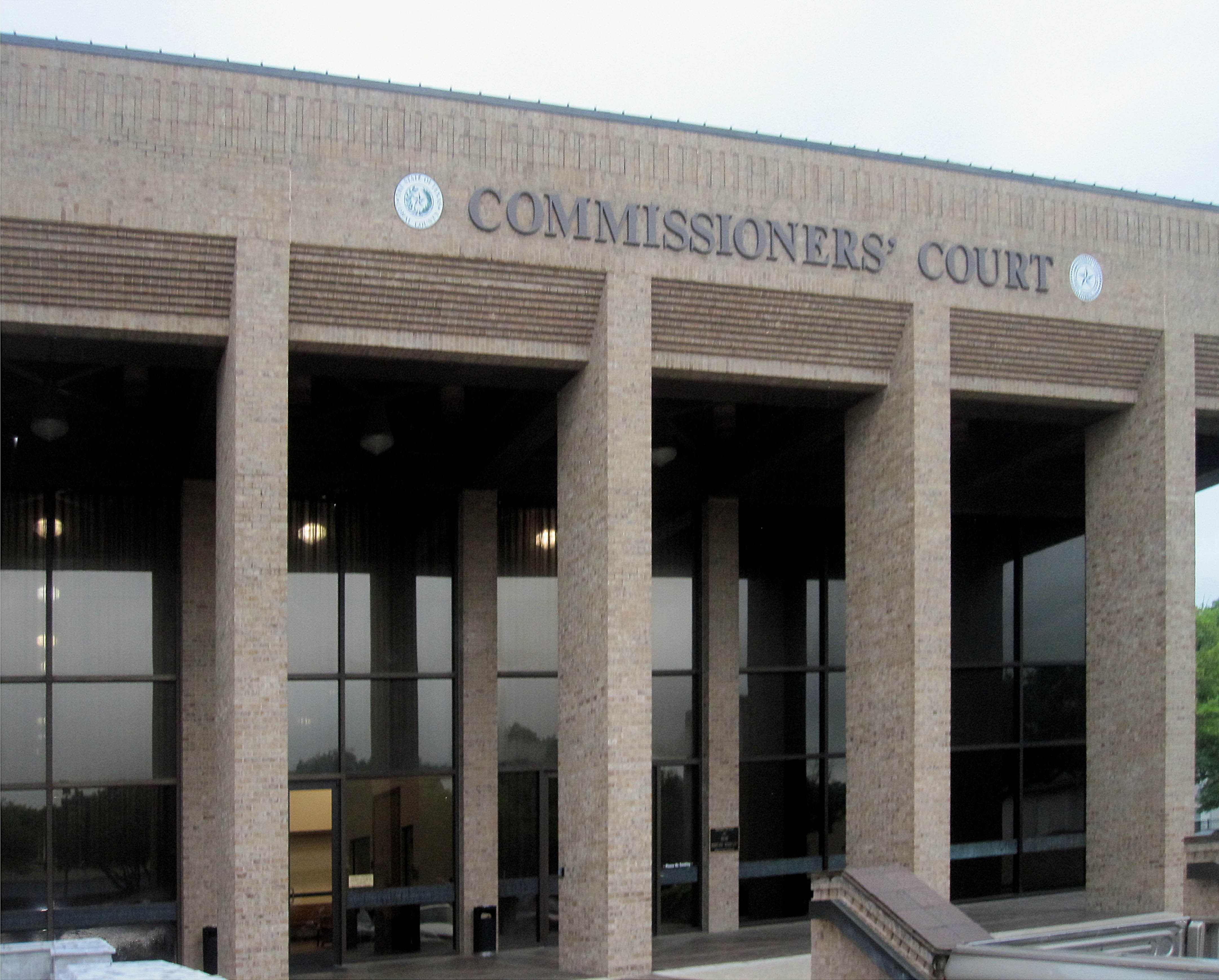
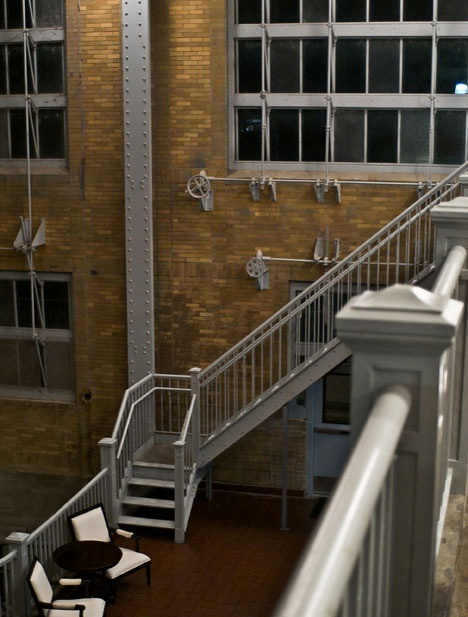
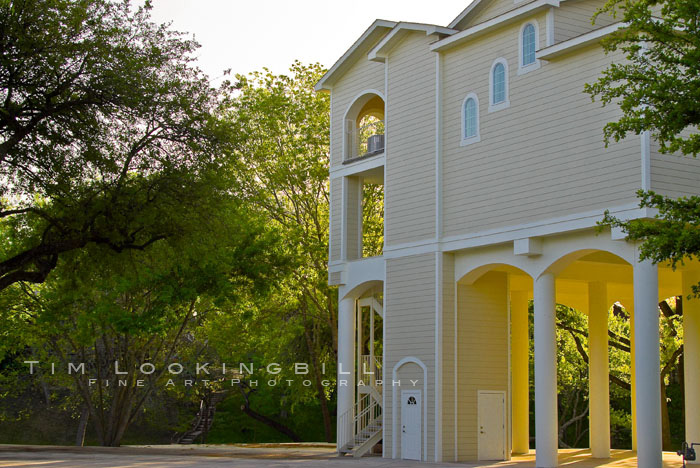
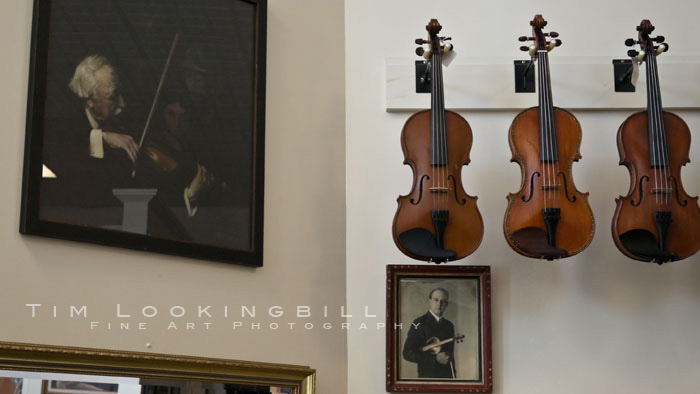
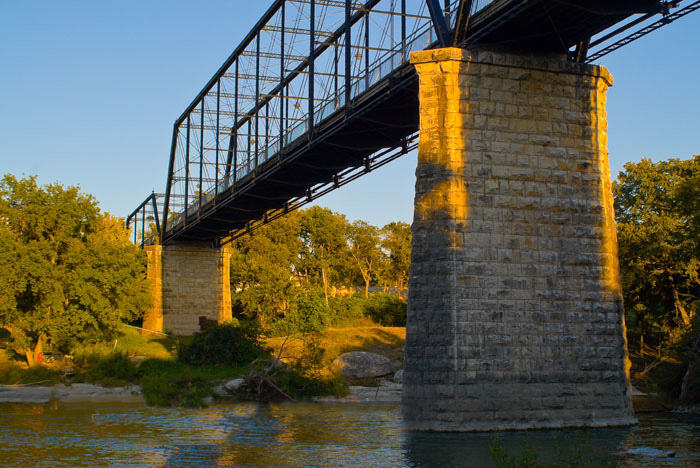
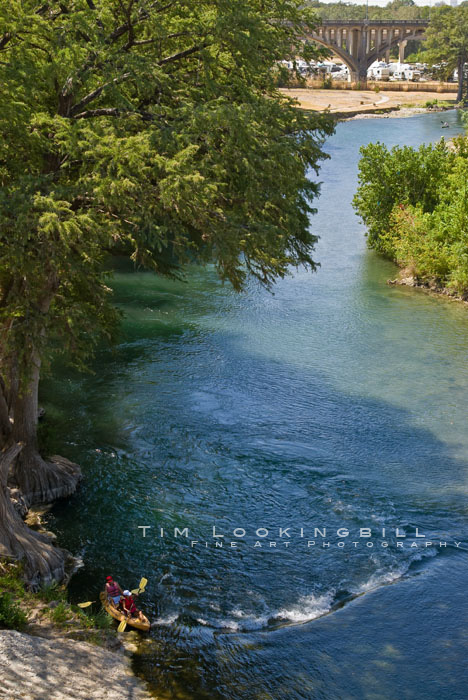
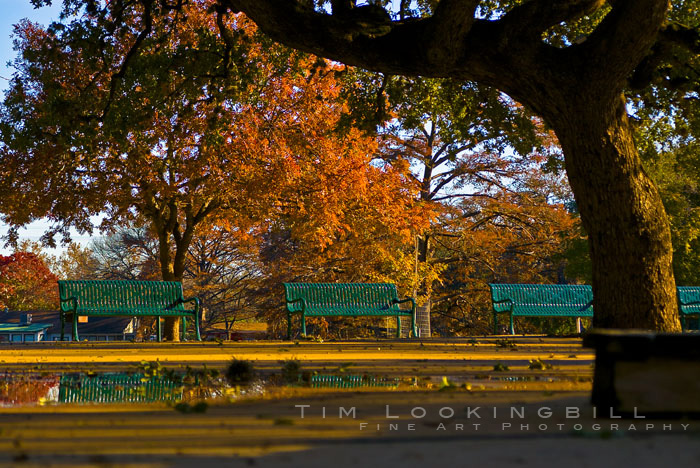
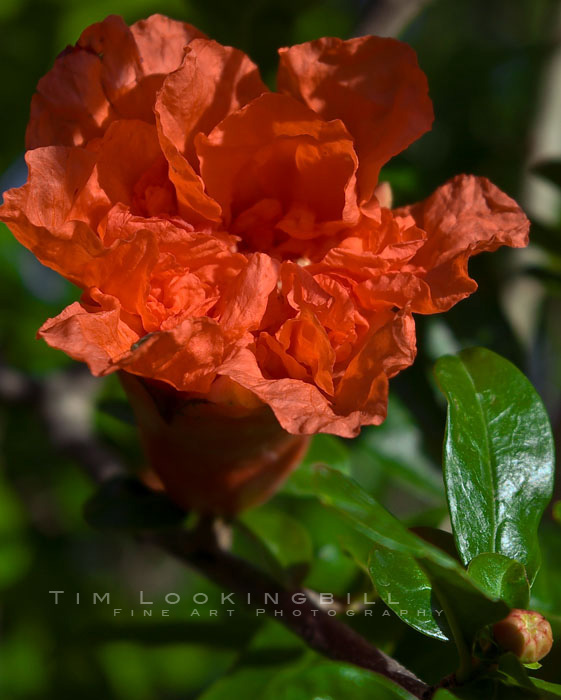
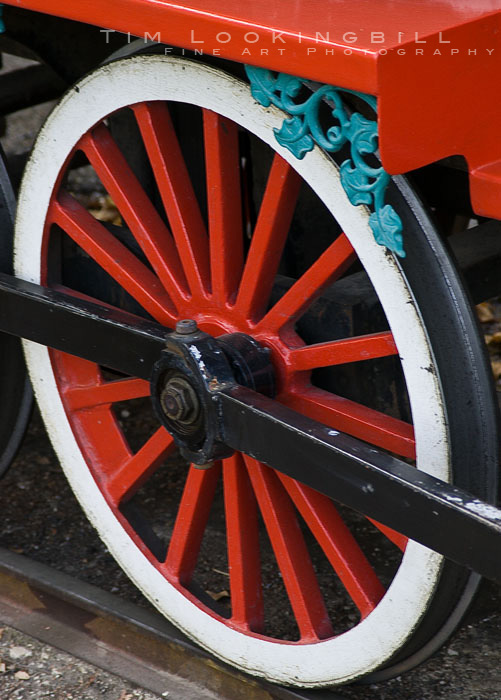
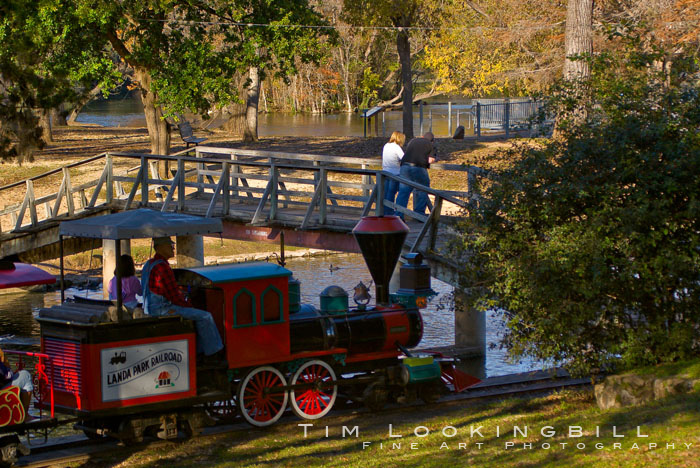
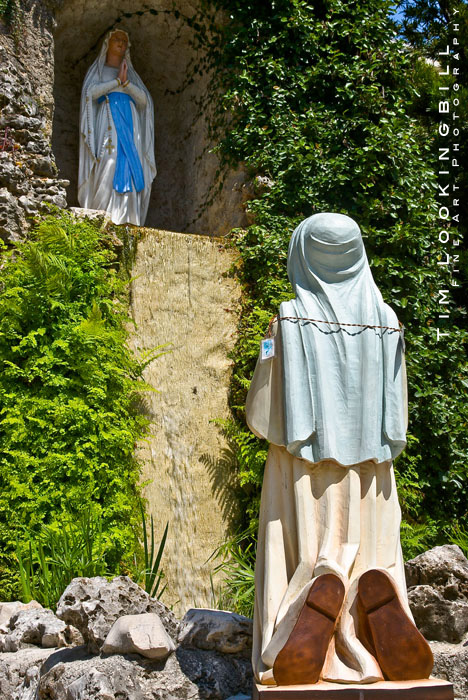
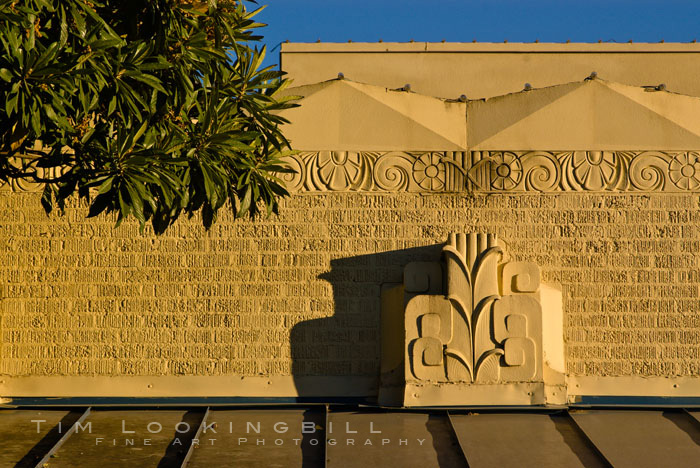
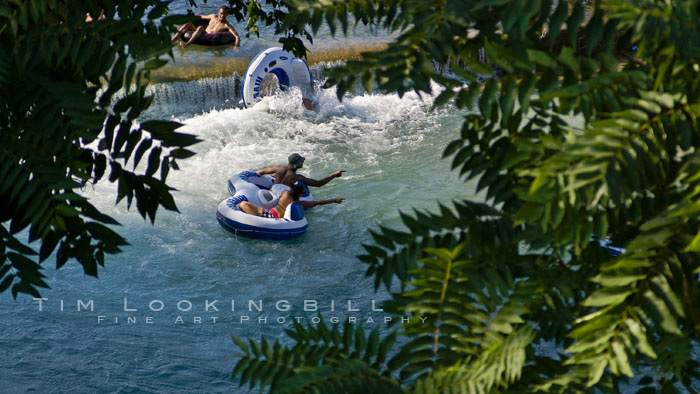
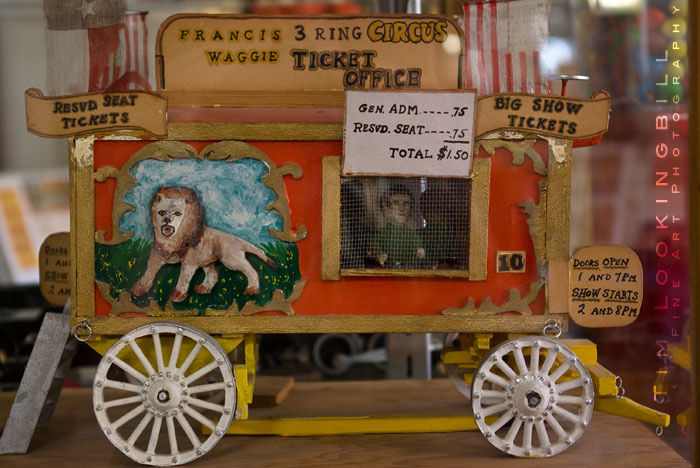